# Santissima Annunziata Maggiore (Neapel)
Koordinaten: 40° 51′ 4,3″ N, 14° 15′ 54,1″ O
Santissima Annunziata Maggiore (Alternativnamen: Casa dell’Annunziata Maggiore, Santissima Annunziata, Annunziata Maggiore) ist der Name einer Basilika und eines historisch bedeutenden religiösen Gebäudekomplexes in Neapel, gelegen im Stadtviertel Pendino nahe Forcella, im historischen Zentrum der Stadt. Santissima Annunziata bedeutet „Heiligste Verkündigung (Mariä)“.

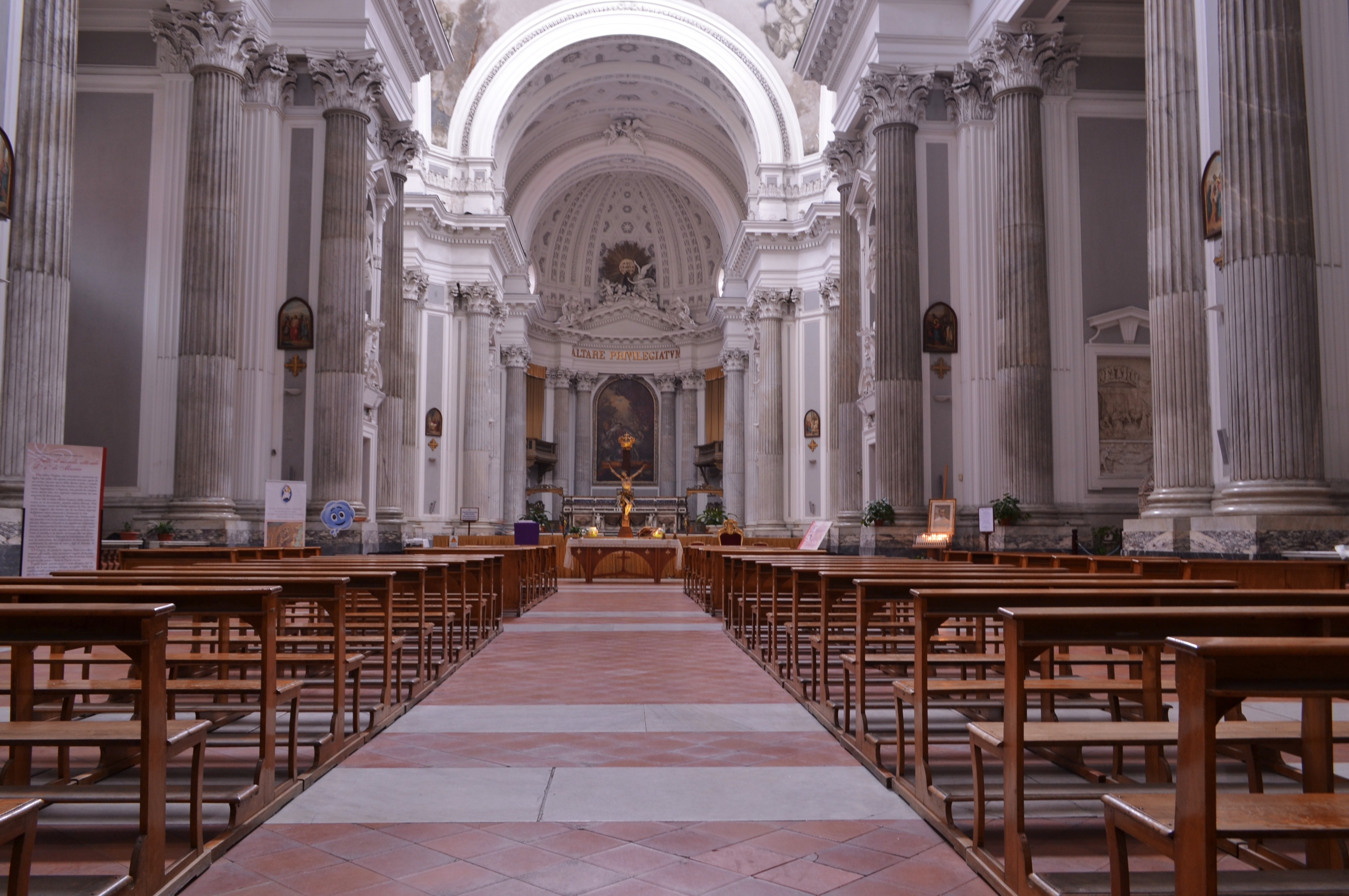
Kirchenschiff

## Geschichte derReal Casa dell’Annunziatavon Neapel
Die heutige Basilika ist Teil eines riesigen monumentalen Gebäudekomplexes, zu dem ursprünglich neben der Kirche auch ein Hospital, ein Kloster, ein Waisenhaus (genannt „conservatorio“) für Findelkinder und ein Internat gehörten. Hier wurden arme Mädchen oder solche, die keine Familie hatten, aufgenommen und erzogen; um heiraten zu können, bekamen sie auch eine kleine Mitgift.
Die Einrichtung wurde von der 1318 gegründeten Congregazione della Santissima Annunziata unterstützt und stand unter dem Schutz der Könige von Neapel. 1343 verlieh ihr Königin Sancha von Aragon (1285–1345), Frau des Robert von Anjou, den Rechtstitel Real Casa dell’Annunziata (königliches Haus der Verkündigung).
Die Kongregation wurde von neapolitanischen Adelsfamilien unterstützt, war reich und bestand bis Mitte des 19. Jahrhunderts. 1584 wurde von den Leitern der Casa della Santissima Annunziata außerdem auch eine Bank gegründet (Banco di Ave Gratia Plena (AGP) oder Banco della Santissima Annunziata), welche die zweitwichtigste Kreditbank in Neapel nach derjenigen vom Monte di Pietà war.
In der Kapelle der Santissima Annunziata wirkten Ende des 16. Jahrhunderts mehrere bedeutende Musiker: Giovanni de Macque, Giovanni Maria Trabaci und Ascanio Mayone, die alle eine bedeutende Rolle in der Geschichte der Tastenmusik spielten; Kapellmeister war Camillo Lambardi, und später im 17. und 18. Jahrhundert u. a. Giovanni Maria Sabino, Gennaro Ursino und Gennaro Manna.
Im Laufe der Jahrhunderte wurden die Gebäude mehrfach umgestaltet: In einem der Gebäude befindet sich noch heute ein Frauen- und eine Kinderklinik, das laut einer Inschrift im Innenhof in der Mitte des 18. Jahrhunderts von den Bourbonen restauriert wurde.

### Dieruota degli esposti

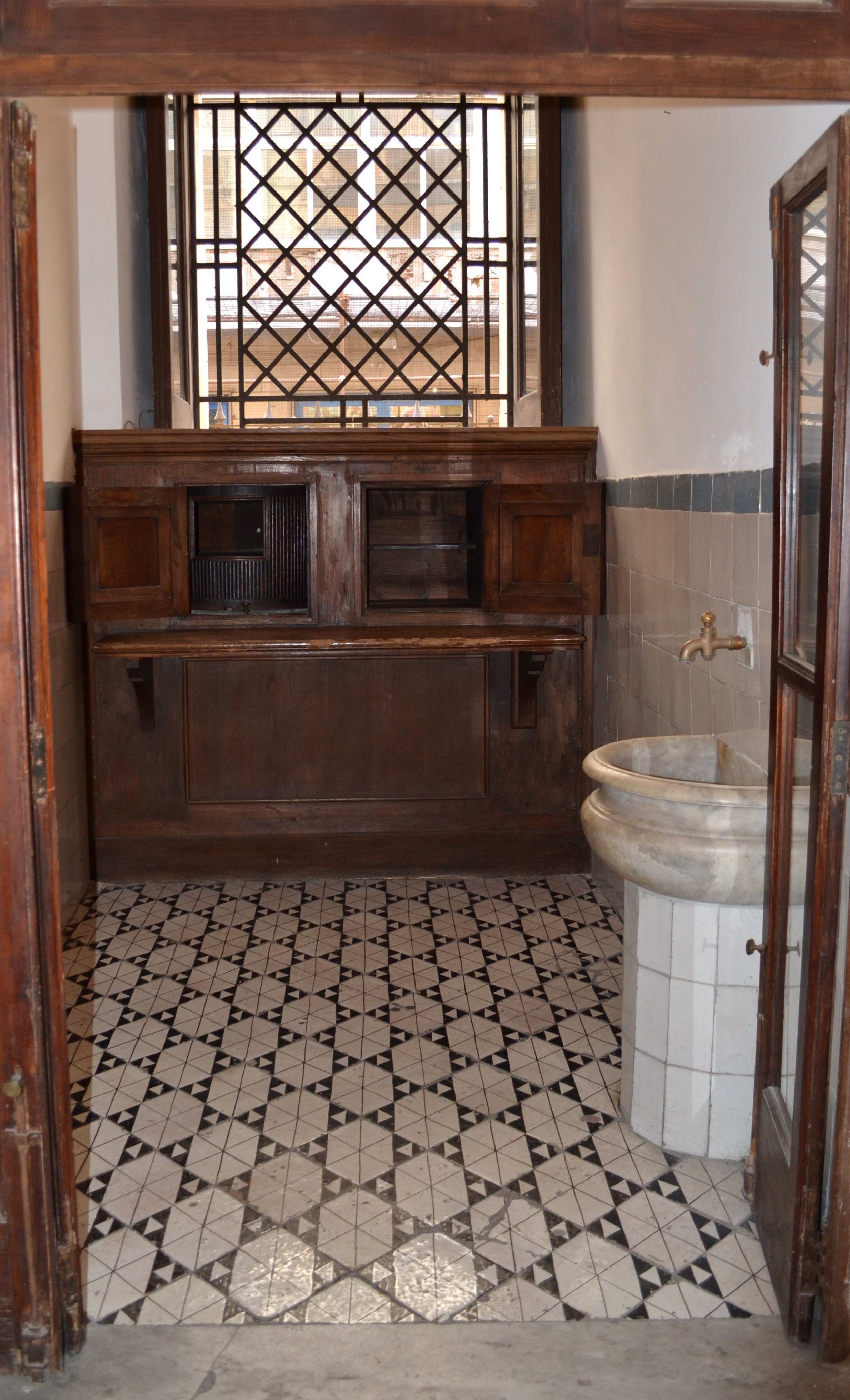
Die Babylade (Ruota degli Esposti) im Complesso dell’ Annunziata

In der Via dell’Annunziata, links vom Eingangsbogen aus dem 16. Jahrhundert, sieht man noch heute die kleine Tür zur Drehlade, in die man die ausgesetzten Babys hineinlegte (siehe: Babyklappe). Sie wurden von ihren Müttern oft aus Armut verlassen, oder weil sie unehelich geboren waren. Die Vorrichtung samt „Rad“ (ruota) wurde kürzlich restauriert und kann besichtigt werden.
In Italien gab man Findelkindern oft Namen wie Esposito („Ausgesetzter“), Degli Esposti („von den Ausgesetzten“) usw. – Namen, die noch heute verbreitet sind. Ab dem 16. Jahrhundert gab es Register, in denen Tag und Uhrzeit des „Eintreffens“ eines Kindes, sowie sein Alter, seine Eigenschaften und andere Unterscheidungsmerkmale eingetragen wurden – z. B. Kleidung, Briefe oder kleine Geschenke. Dabei handelte es sich manchmal um einen Teil einer Münze oder eines Bildchens: diejenigen, die ein Kind verließen, dachten manchmal, sie könnten es später, in glücklicheren Zeiten, dadurch vielleicht wiedererkennen und wieder zu sich nehmen. Meistens kamen die Kinder jedoch nur mit wenigen Lumpen bedeckt an.
Die Babylade von Santissima Annunziata wurde 1875 geschlossen, aber noch Jahre lang wurden Kinder nachts auf den Stufen der Kirche ausgesetzt.

## Die Basilika

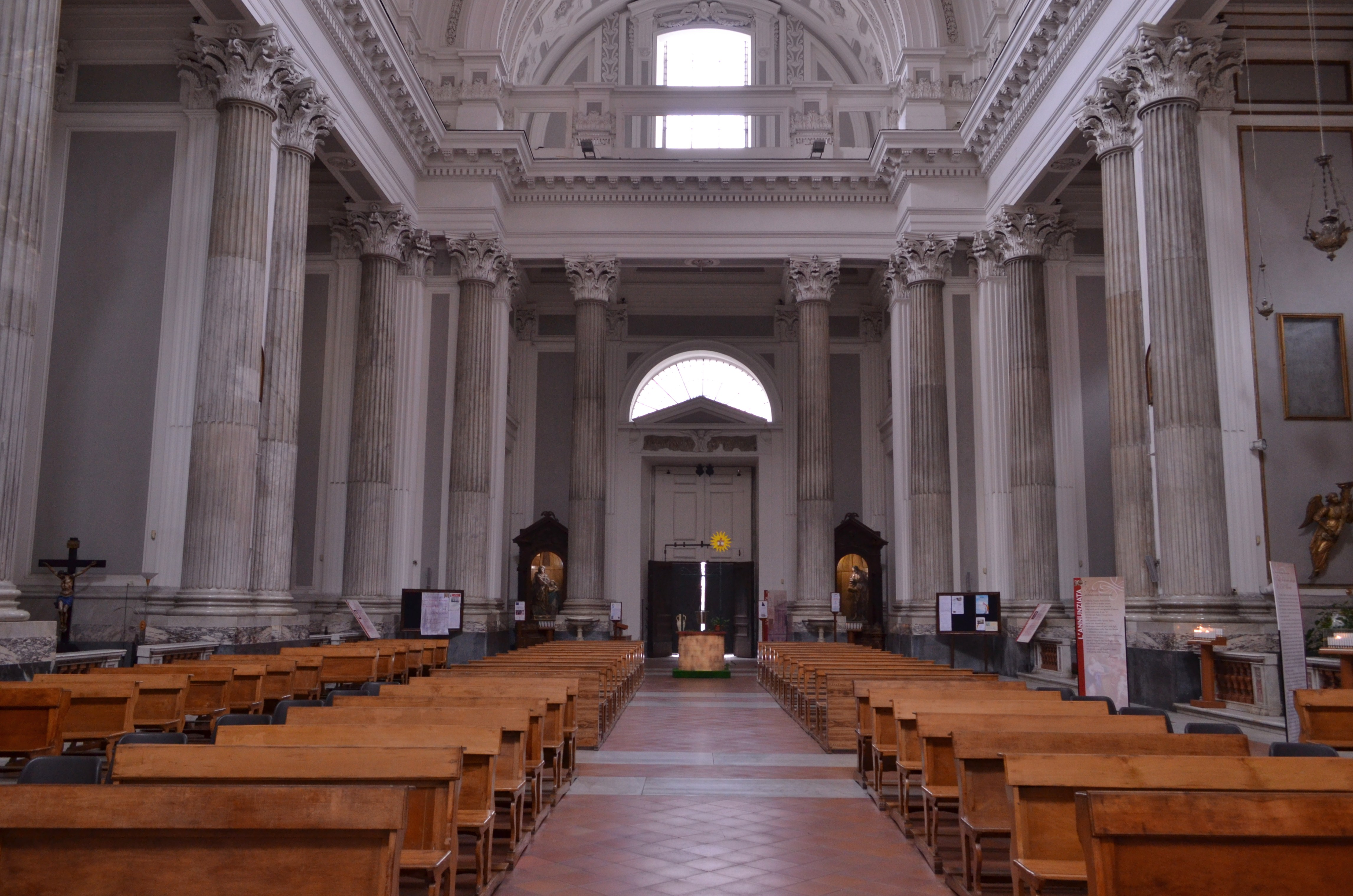
Blick zur Eingangswand

Die erste Kirche wurde im 13. Jahrhundert von den Anjou erbaut.

Ab 1513 wurde sie jedoch völlig neu errichtet und vergrößert. Die Bauleitung lag 1540 in den Händen von Ferdinando Manlio.
1757 wurde die Kirche durch einen großen Brand fast vollkommen zerstört. Der Wiederaufbau wurde Luigi Vanvitelli anvertraut, der die Überreste aus dem 16. Jahrhundert in den Neubau miteinbezog. Er konnte die Arbeiten jedoch nicht selber zum Abschluss bringen, sie wurden von seinem Sohn Carlo weitergeführt.
Im Zweiten Weltkrieg wurde das Gebäude schwer beschädigt und musste später einer komplizierten Restaurierung unterzogen werden, die sich sowohl auf das Äußere, als auch auf das Innere erstreckte.

### Beschreibung

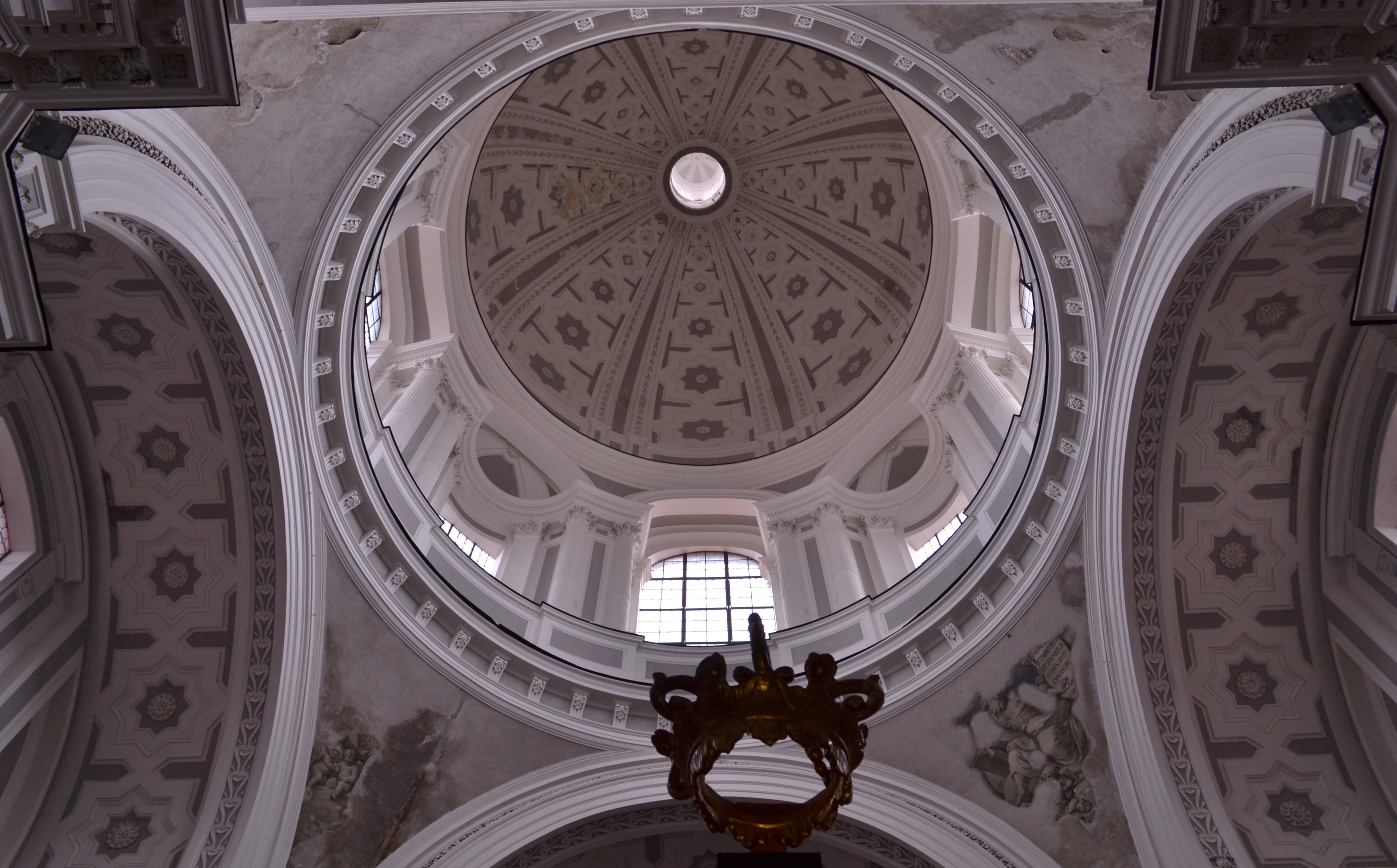
Kuppel von Santissima Annunziata Maggiore.

Der Neubau im 18. Jahrhundert verlieh der Kirche ein spätbarock-klassizistisches Aussehen. Die Fassade ist leicht konkav gewölbt und mit zwei Reihen von Säulen in klassischer Ordnung geschmückt. Links von der Kirche erhebt sich der Campanile aus dem 16. Jahrhundert.
Der einschiffige Innenraum ist fast völlig in Weiß und Grautönen gehalten und basiert auf einem lateinischen Kreuz mit sechs Seitenkapellen – drei auf jeder Seite. Trotz einer gewissen Kühle gilt er als eine der schönsten Raumschöpfungen Vanvitellis und wird von 44 Säulen korinthischer Ordnung rhythmisiert. Die Art, wie die Seitenkapellen von den mächtigen Säulen gerahmt werden, erinnert an die Kapelle des Palastes von Caserta, die ebenfalls ein Werk von Luigi Vanvitelli ist. Die Kuppel wurde von Carlo Vanvitelli errichtet und erreicht 67 m Höhe.

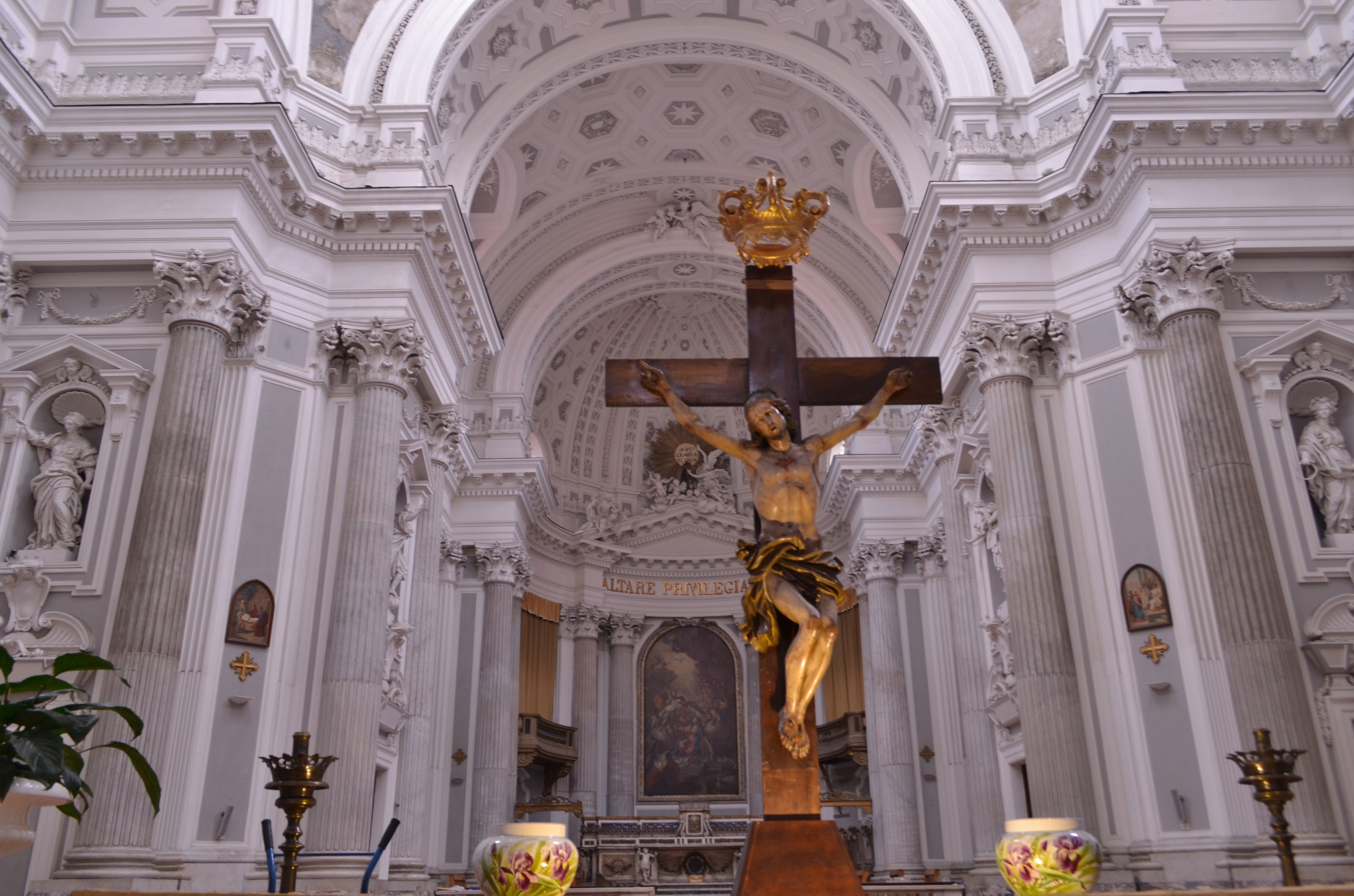
Hauptaltar und Apsis

Besonders sehenswert sind einige Räume, die der Verwüstung durch den Brand von 1757 entgingen: die Cappella Carafa, deren Marmordekor zwischen 1623 und 1626 von Jacopo Lazzari (ca. 1574–1640) und Antonio Galluccio (tätig 1603–1633) geschaffen wurde; und die Cappella del Tesoro (Schatzkapelle), die Ende des 16. Jahrhunderts von Giovan Battista Cavagna erbaut wurde, um Reliquien der Heiligen von Lesina aufzunehmen, die 1411 als Geschenk der Margherita di Durazzo hierher kamen. Aus der Renaissance ist das Grabmonument des Francesco Nomicisio aus Tropea (Lesina) erhalten, der 1507, nach 24 Jahren Herrschaft, in Neapel starb und in der Basilika begraben wurde, da er deren Rektor war. In der ersten Kapelle rechts befindet sich außerdem das Grabmal von Francesco Mariconda, dem Reitlehrer Philipps IV. von Spanien, der 1626 starb; der Bildhauer war Giuliano Finelli (ca. 1601/2–1653).
Zu den wenigen Überresten aus der ersten mittelalterlichen Kirche gehört die sogenannte Madonna de Repentiti (Madonna der Reuigen) aus dem 14. Jahrhundert in der dritten Kapelle links. Sie wurde aus einem einzigen Baumstamm geschnitzt und zeigt die Jungfrau Maria auf dem Thron mit dem segnenden Jesuskind auf dem Schoß – also in der Darstellungsform der sedes sapientiae. Sie wird vom Volk liebevoll „Mamma Chiatta“ genannt, in Anspielung an eine große Mutter (mamma), die alle die im angrenzenden Hospital ausgesetzten Kinder aufnimmt. Diese bekamen ein kleines Medaillon aus Blei um den Hals, auf deren einer Seite die Madonna abgebildet war.
Die Sakristei wurde 1605–1607 von Belisario Corenzio und Werkstatt freskiert, dargestellt sind u. a. Geschichten aus dem Alten Testament, im Zentrum der Decke die Vision des heiligen Johannes auf Patmos. Das Mobiliar besteht aus reichgeschnitztem Chorgestühl, das von Giovanni da Nola, Salvatore Caccavello, Girolamo D’Auria und Nunzio Ferraro geschaffen wurde.

Ansichten der Sakristei
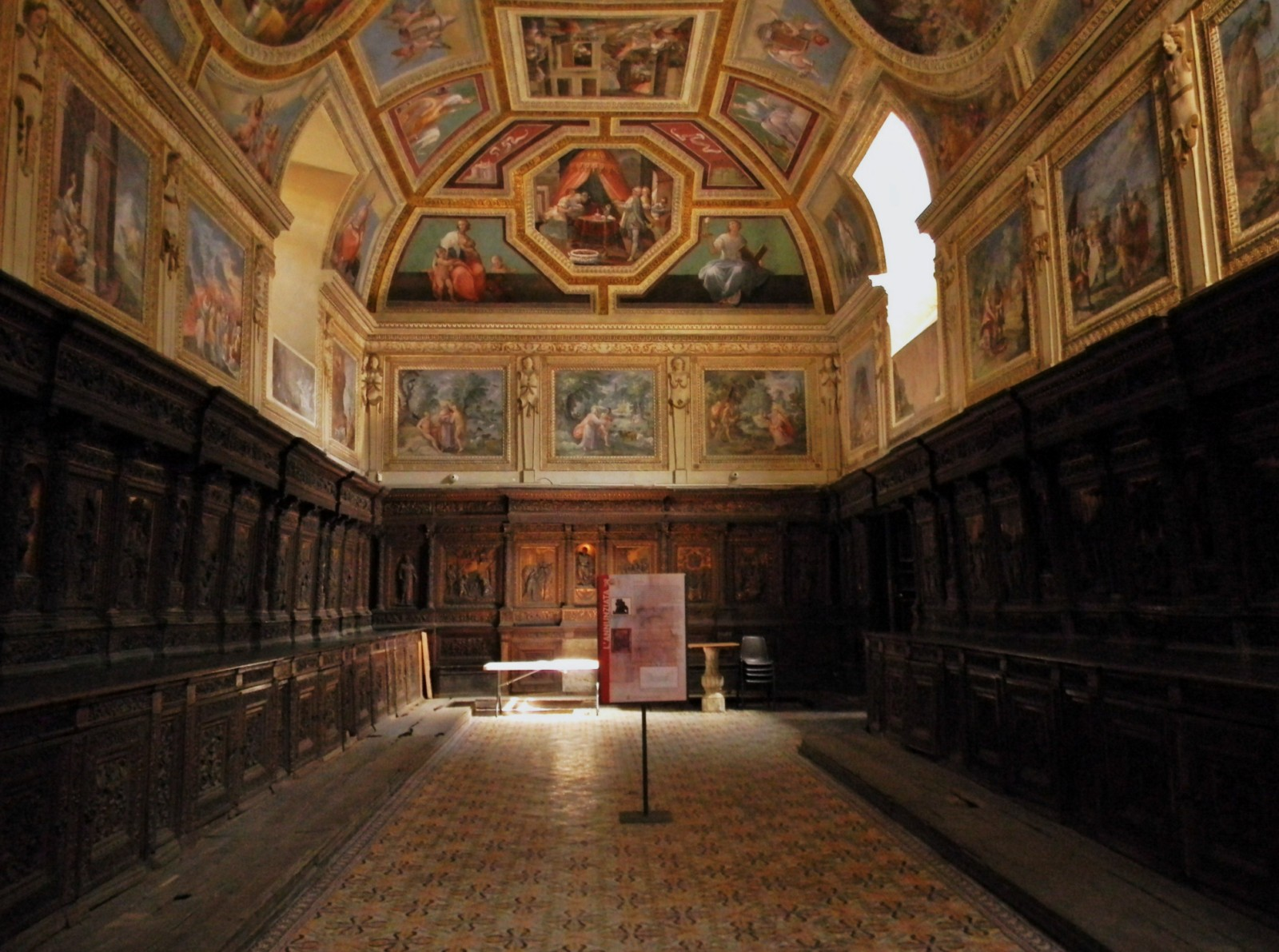
Sakristei von SS Annunziata Maggiore mit Fresken von Belisario Corenzio
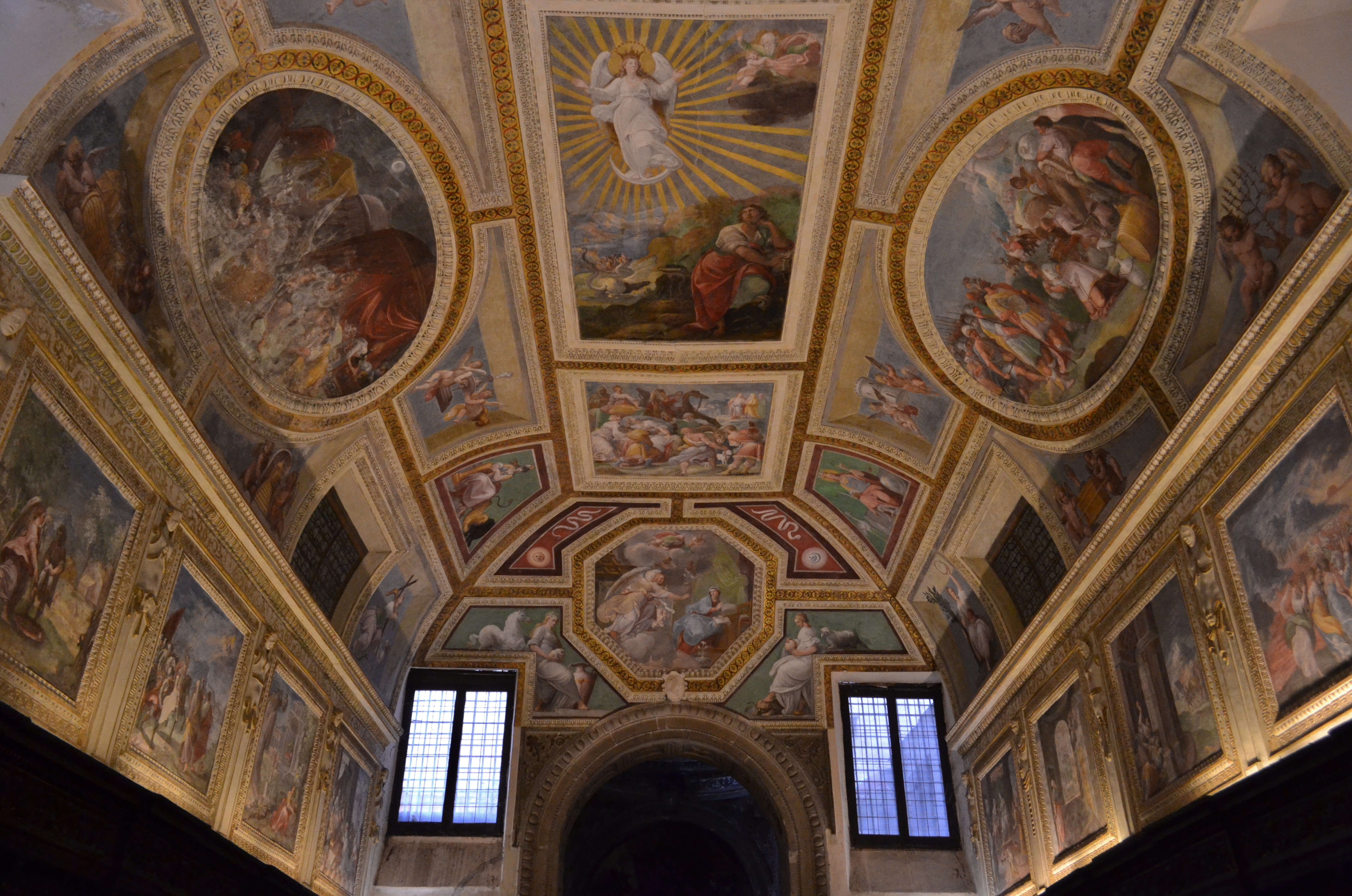
Fresken der Sakristei, gesehen vom Eingang
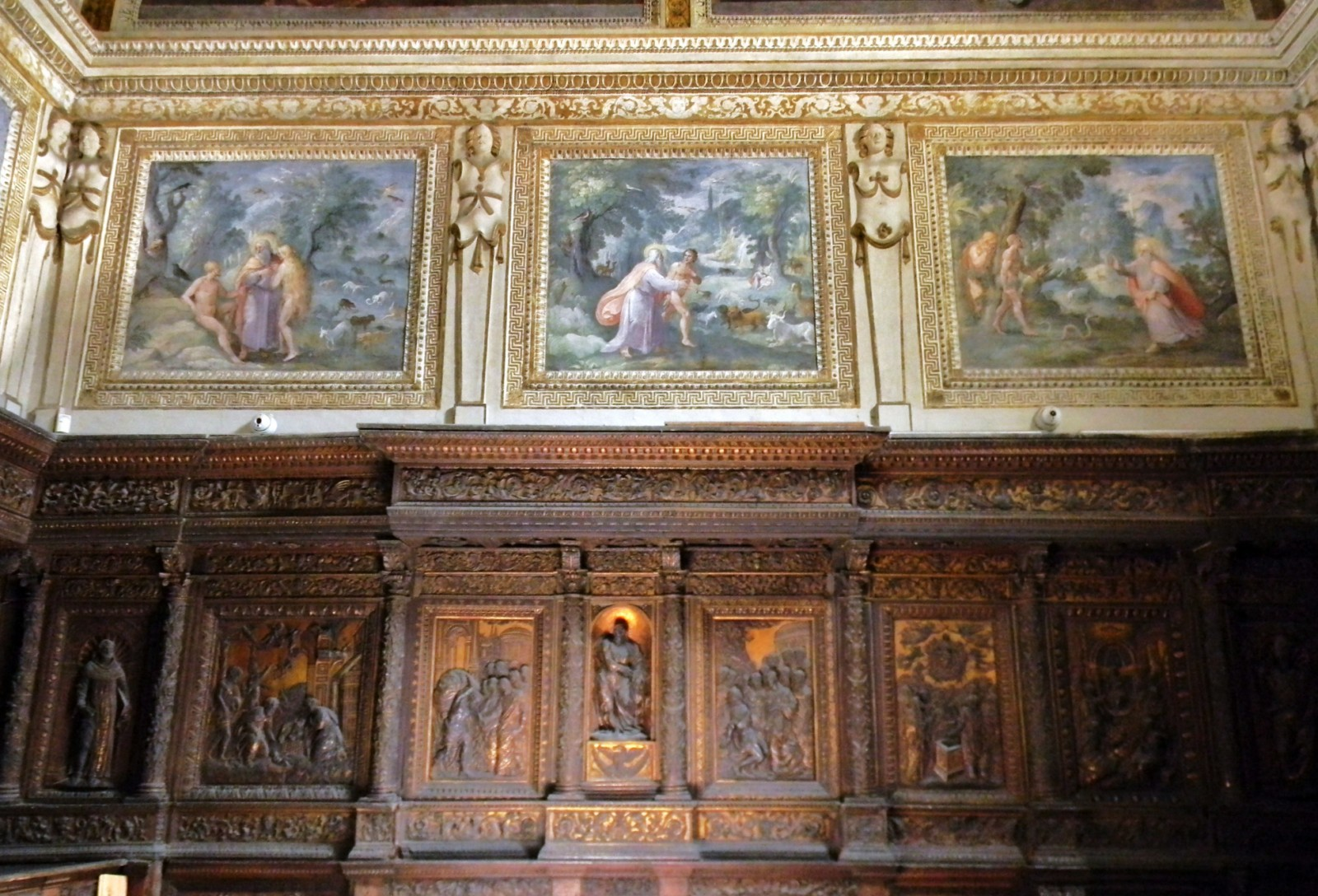
Seitenwand der Sakristei mit reichgeschnitztem Chorgestühl und Fresken von Corenzio

### Die Unterkirche

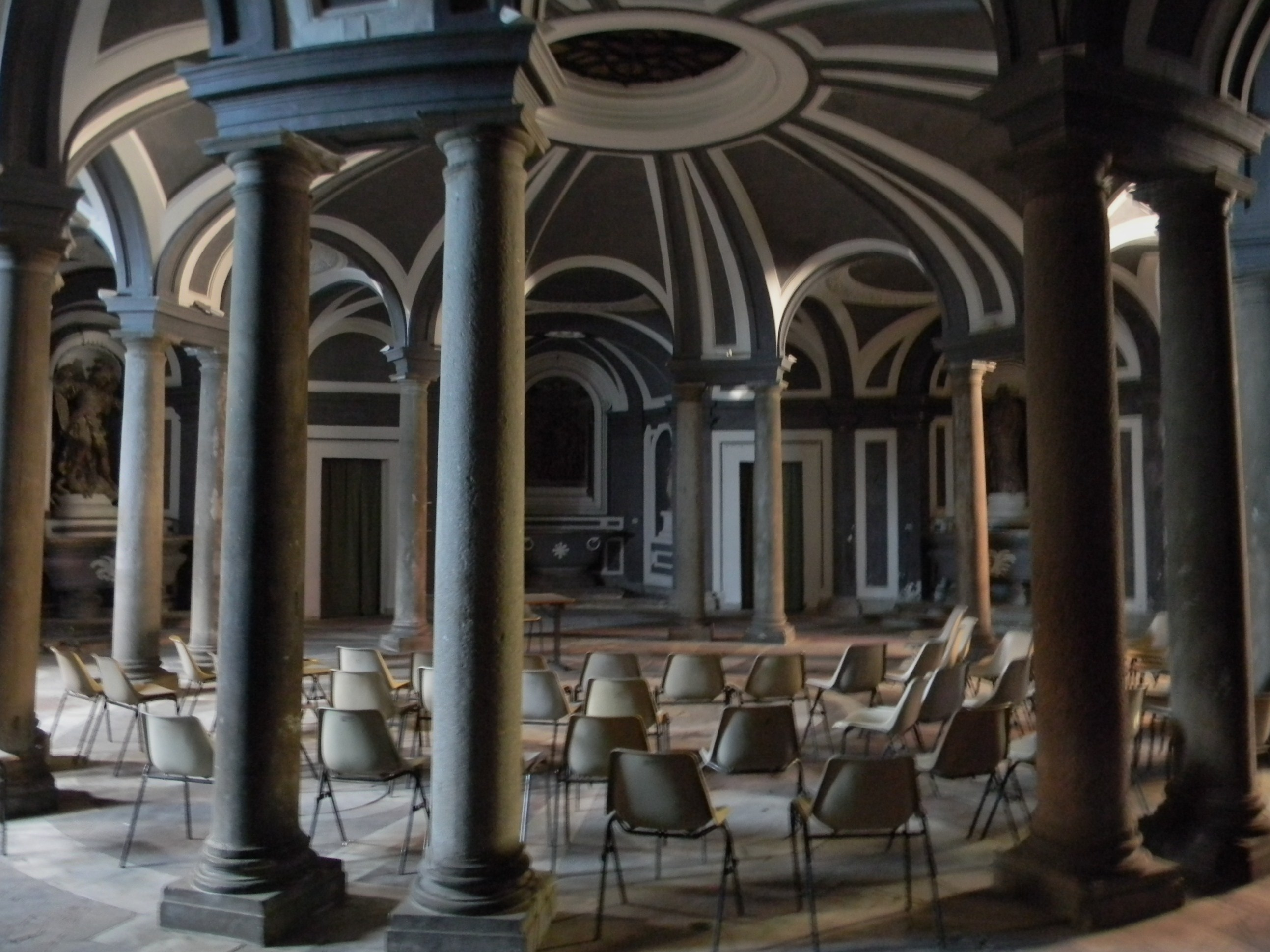
Die Unterkirche von SS. Annunziata

Vanvitelli schuf unter dem eigentlichen Kirchenraum eine zweite Unterkirche, den sogenannten succorpo dell’Annunziata, um auch während der Phase des Wiederaufbaus religiöse Zeremonien zu ermöglichen; diese ist unabhängig von der Oberkirche, befindet sich jedoch unterhalb der Kuppel.
Zugang zur Unterkirche verschaffen zwei diametral gegenüberliegende Eingänge. Es handelt sich um einen architektonisch sehr besonderen Raum, halb unter der Erde, über rundem Grundriss, der noch betont wird durch einen inneren Kreis acht toskanischer Säulen, die das niedrige Gewölbe tragen. In sechs Altarnischen ließ Vanvitelli einige der Skulpturen aufstellen, die den großen Brand überlebt haben, darunter eine Madonna mit Kind von Domenico Gagini, eine Taufe Jesu von Andrea Ferrucci (1507) und Werke von Francesco Pagano aus dem 17. Jahrhundert.